# Grande Incêndio de Nova Iorque (1776)
O Grande Incêndio de Nova Iorque foi uma ocorrência devastadora que afetou a cidade de Nova Iorque na madrugada de 21 de setembro de 1776, no lado oeste do que então constituía a cidade de Nova Iorque, no extremo sul da ilha de Manhattan. O Incêndio começou nos primeiros dias da ocupação militar da cidade pelas forças britânicas durante a Guerra Revolucionária Americana.
O fogo destruiu cerca de um terço da cidade, enquanto algumas partes não afectadas da cidade foram saqueadas. Muitas pessoas acreditavam ou assumiram que uma ou mais pessoas começaram deliberadamente o incêndio, por uma variedade de razões diferentes. Os líderes britânicos acusaram os revolucionários que atuavam dentro da cidade e do estado, e muitos residentes assumiram que um lado ou outro tinham começado o incêndio. O fogo teve efeitos a longo prazo sobre a ocupação britânica da cidade, que não terminou até 1783.
Estima-se que esse incêndio tenha destruído entre 10 a 25 porcento das estruturas da cidade.

## A ocorrência

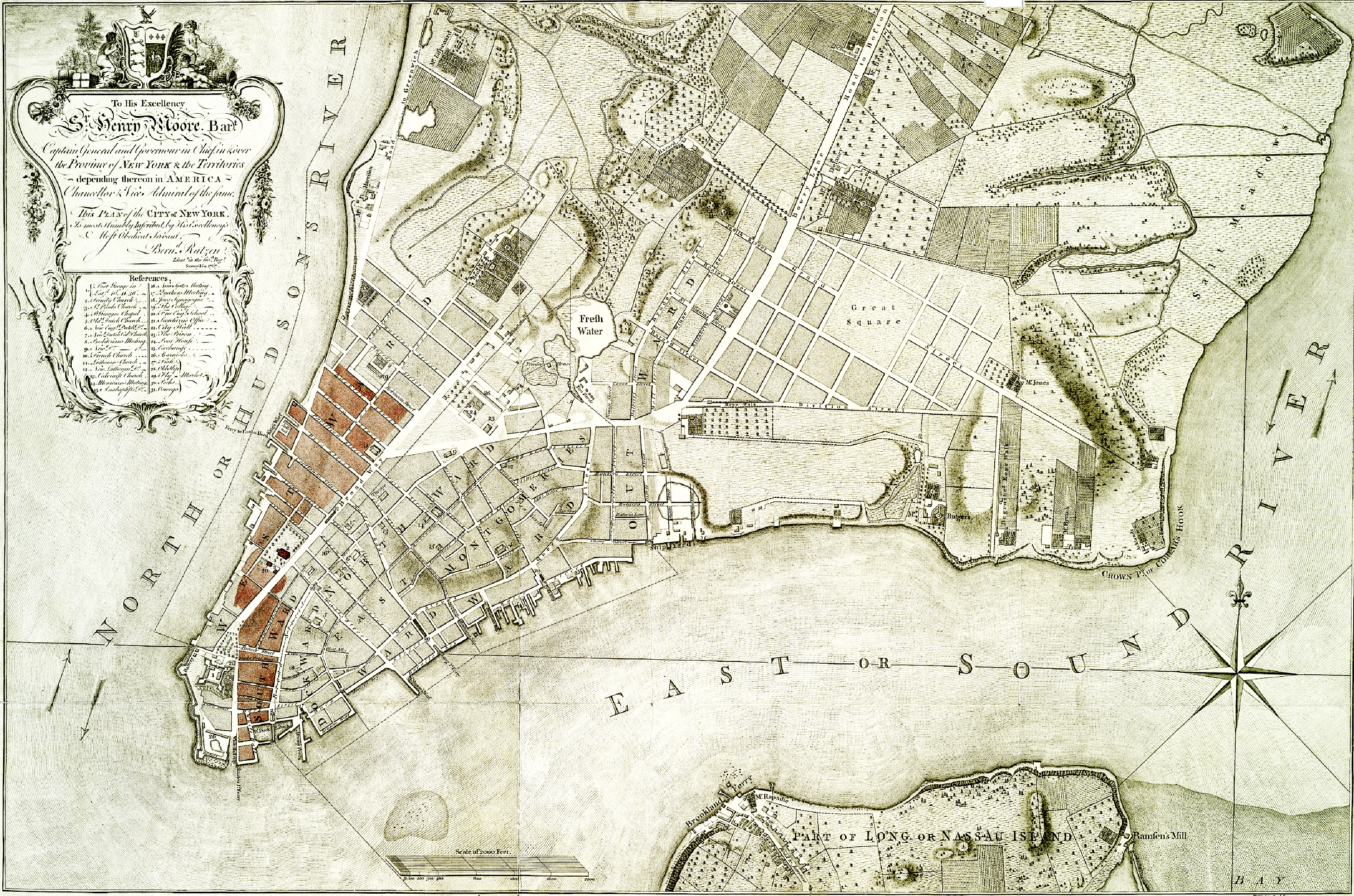
Este mapa de 1776 mostra as áreas afetadas pelo incêndio (demarcadas em vermelho)

De acordo com relatos de testemunhas, o incêndio teria começado em uma taverna, na madrugada de 21 de setembro de 1776. Alimentado pelas estruturas de madeira e intensificado pelo tempo seco e fortes ventos, as chamas iniciadas na zona oeste rapidamente se espalharam para os setores ao norte do município. O fogo cruzou a Broadway nas proximidades da Beaver Street, destruindo residências e prédios comerciais. O Incêndio perdurou ao longo do dia, até ser contido pela população, com auxílio de mudanças nas direções dos ventos.
Dentre os prédios destruídos pelo fogo estava a Igreja da Trindade que posteriormente foi reconstruída, e atualmente é um dos pontos turísticos mais famosos da região da Wall Street.

## Leituras relacionadas
- Johnston, Henry Phelps (1878). The campaign of 1776 around New York and Brooklyn. Brooklyn: The Long Island Historical Society. OCLC 234710
- Lamb, Martha Joanna (1896). History of the City of New York: The Century of National Independence, Closing in 1880. New York: A. S. Barnes. OCLC 7932050
- Schecter, Barnet (2002). The Battle for New York. New York: Walker & Co. ISBN 0802713742
- Trevelyan, Sir George Otto (1903). The American Revolution: 1766–1776. London, New York: Longmans, Green. OCLC 8978164